# Brachodes infanda
Brachodes infanda is een vlinder uit de familie Brachodidae. De wetenschappelijke naam voor de soort is, als Atychia infanda, voor het eerst geldig gepubliceerd in 1920 door Edward Meyrick.
De soort komt voor in het Afrotropisch gebied.